# Fushan (köpinghuvudort i Kina, Hainan Sheng)
Fushan är en köpinghuvudort i Kina. Den ligger i provinsen Hainan, i den södra delen av landet, omkring 49 kilometer sydväst om provinshuvudstaden Haikou. Antalet invånare är 17 008. Befolkningen består av 7 781 kvinnor och 9 227 män. Barn under 15 år utgör 21,0 %, vuxna 15-64 år 70 %, och äldre över 65 år 7,0 %.
Runt Fushan är det ganska tätbefolkat, med 199 invånare per kvadratkilometer. Närmaste större samhälle är Jinjiang, 14,7 km sydost om Fushan. I omgivningarna runt Fushan växer huvudsakligen savannskog.
Genomsnittlig årsnederbörd är 2 661 millimeter. Den regnigaste månaden är juli, med i genomsnitt 450 mm nederbörd, och den torraste är januari, med 24 mm nederbörd.